# Тиберій Клавдій Кандід
Тиберій Клавдій Кандід (*Tiberius Claudius Candidus, д/н —після 199 — державний та військовий діяч часів Римської імперії.

## Життєпис
Походив зі стану вершників з м. Цірта (Нумідія). Розпочав службу у війську префектом ауксіларіїв II римської когорти. У 170 році як військовий трибун II легіону Августа служив у провінції Британія. У 177–180 роках на чолі вексиляріїв цього легіону звитяжив у Другій Маркоманській війні.
За часи Коммода користувався прихильністю цього імператора. Отримав місце у римському сенаті. У 193 році на посаді дукса іллірійців бився на боці Септимія Севера проти Песценнія Нігера. В 195 році брав участь у війні проти Парфії, зокрема відзначився при захоплені Осроени та Адіабени. У 195 році призначається консулом-суфектом.
Протягом 196–197 років гарно проявив себе у війні проти Клодія Альбіна, зокрема в битві при Лугдунумі (сучасний Ліон). З 197 до 199 року як імператорський легат-пропретор керував провінцією Дальня Іспанія. На цій посаді переміг прихильника Альбіна — Новія Руфа. Про подальшу долю немає відомостей.